# Monastiek
De monastiek is een religieuze levenswijze waarin men afziet van wereldse bezigheden en zich volledig wijdt aan spiritueel werk. 
Monastiek speelt vooral een rol in rooms-katholieke en oosterse kerken. Ook in religies als het boeddhisme en het hindoeïsme komt het voor.
In de monastiek worden mannen monniken genoemd en vrouwen monialen, nonnen of (meest gebruikelijk) zusters.